# Brocchinia (Bromeliaceae)
Pour les articles homonymes, voir Brocchinia pour le genre de mollusques.
Sous-famille
Genre
Brocchinia est un genre de plantes de la famille des Bromeliaceae, originaire d'Amérique du sud, et plus particulièrement du Venezuela et du Guyana. Il comprend au moins 21 espèces, dont 2 sont carnivores, espèces qui piègent leurs proies par du liquide entre les feuilles, système appelé « piège passif ».

## Étymologie
Le genre a été nommé en l'honneur du naturaliste italien Giovanni Battista Brocchi.

## Systématique
Attention, ne pas confondre ce genre de plantes avec le genre animal Brocchinia qui regroupe des mollusques de la famille des Cancellariidae. 

## Adaptation et évolution
Le genre de plantes Brocchinia semble s'être écarté des autres Broméliacées il y a plusieurs millions d'années et est adapté à un environnement très particulier : les montagnes du Roraima aux sols pauvres et acides, aux températures plus fraiches et à l'hygrométrie élevée. Cette particularité a vraisemblablement généré le développement de deux espèces carnivores : Brocchinia reducta et Brocchinia hechtioides.

## Liste des espèces
Selon les Jardins botaniques royaux de Kew :
- Brocchinia acuminata L.B.Sm. (1939)
- Brocchinia amazonica L.B.Sm. (1984)
- Brocchinia cataractarum (Sandwith) B.Holst (1997)
- Brocchinia cowanii L.B.Sm. (1957)
- Brocchinia delicatula L.B.Sm. (1960)
- Brocchinia gilmartiniae G.S.Varad. (1986)
- Brocchinia hechtioides Mez (1913)
- Brocchinia hitchcockii L.B.Sm. (1957)
- Brocchinia maguirei L.B.Sm. (1957)
- Brocchinia melanacra L.B.Sm.(1951)
- Brocchinia micrantha (Baker) Mez (1894)
- Brocchinia paniculata Schult. & Schult.f. (1830)
- Brocchinia prismatica L.B.Sm. (1931)
- Brocchinia reducta Baker (1882)
- Brocchinia rupestris (Gleason) B.Holst (1997)
- Brocchinia serrata L.B.Sm. (1942)
- Brocchinia steyermarkii L.B.Sm. (1951)
- Brocchinia tatei L.B.Sm. (1946)
- Brocchinia vestita L.B.Sm. (1951)
- Brocchinia wurdackiana B.Holst (1997)